# 765
El 765 (DCCLXV) fou un any comú començat en dimarts del calendari julià. L'ús del nom «765» per referir-se a aquest any es remunta a l'alta edat mitjana, quan el sistema Anno Domini esdevingué el mètode de numeració dels anys més comú a Europa.

## Esdeveniments
- El rei franc, Pipí el Breu, restaura els privilegis del papat a Benevent, la Toscana i (parcialment) Spoleto.

## Naixements
- Japó: Fun'ya no Watamaro, tercer shogun.